# Kennedy Island
Kennedy Island, anciennement Plum Pudding Island, est une île faisant partie des îles Salomon dans l'océan Pacifique.
Elle doit son nom actuel au président John F. Kennedy, à la suite d'un épisode de la Seconde Guerre mondiale, quand le torpilleur PT-109 commandé par Kennedy a été coulé par un destroyer japonais. On trouve sur l'île un mémorial de cet évènement.
L'île, inhabitée mais destination touristique, se trouve à 15 minutes en bateau de Gizo, capitale de la Province occidentale des Salomon.

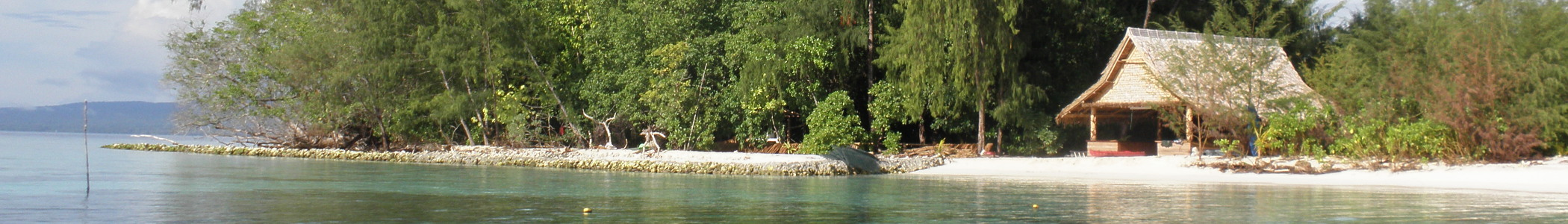
Panorama de Kennedy Island

## ,Voir aussi